# Тьеполо, Франческо
Франческо Тьеполо (итал. Francesco Tiepolo; около 1509 — 1580) — венецианский писатель
, по некоторым данным, посол Венеции в Русском царстве, находившийся при дворе Ивана Грозного около 1560 года. Автор историко-географического труда под названием «Рассуждения о делах Московии», который он представил Сенату. Собственные оригинальные сведения он сочетает со сведениями, почерпнутыми из трудов Герберштейна, Меховского и других. Помимо истории Руси автор затрагивает историю Волжской Булгарии и Золотой Орды, пишет о ландшафте, хозяйственных связях, политике и военных делах.

## Публикации
- Франческо Тьеполо. Рассуждение о делах Московии / Пер. С. А. Аннинского // Иностранцы о Древней Москве / Сост. М. М. Сухман. — М.: Столица, 1991. — С. 66-69.